# Дудоров, Тимофей Дмитриевич
Тимофей Дмитриевич Дудоров (19 декабря 1906, посёлок Михеева, Вятская губерния, Российская империя — 11 марта 1983, Воронеж, РСФСР, СССР) — советский военачальник, генерал-майор (11.07.1945).

## Биография
Родился 19 декабря 1906 года в посёлке Михеева, ныне деревня Михеевщина, Михеевское сельское поселение, Лебяжский район, Кировская область, Россия. Русский. Член ВКП(б) с 1928 года.

### Военная служба

#### Довоенное время
10 октября 1928 года Уржумским УВК Дудоров призван в РККА и зачислен курсантом в батальонную школу младшего начсостава 6-го отдельного территориального батальона в городе Малмыж, по её окончании 15 сентября 1929 года переведён для продолжения учёбы в Нижегородскую пехотную школу им. И. В. Сталина. В июле 1931 году окончил последнюю и служил затем в 12-м Туркестанском стрелковом полку в составе 4-й Туркестанской и 16-й стрелковых дивизий ЛВО в городе Кингисепп в должностях командира стрелкового взвода и взвода полковой школы, врид политрука полковой школы, командиром и политруком роты, начальником штаба батальона.
С января по апрель 1934 года проходил обучение на курсах организаторов стрелковой подготовки при курсах «Выстрел», по окончании вернулся в полк (к этому времени переименован в 31-й стрелковый) и служил в нём помощником начальника штаба и врид начальника штаба полка, врид командира полка. 25 сентября 1938 года капитан Дудоров был назначен начальником 2-го отделения 1-го отдела штаба САВО, с 4 марта 1940 года исполнял должность начальника 4-го отделения оперативного отдела штаба округа. С 9 мая командовал 45-м горнострелковым полком 83-й горнострелковой дивизии.

#### Великая Отечественная война
Начало войны встретил в той же должности. В августе 1941 года с полком участвовал в походе в Иран. С ноября 1941 года исполнял должность начальника 1-го (оперативного) отделения штаба 68-й горнострелковой дивизии 58-го стрелкового корпуса. 11 января 1942 года переведён начальником оперативного отдела штаба этого же корпуса.
В апреле 1942 года назначен начальником штаба 87-й отдельной стрелковой бригады. В ноябре она убыла на Северо-Западный фронт, где в составе 11-й армии вела бои на реке Ловать. С февраля 1943 года майор Дудоров командовал 872-м стрелковым полком 282-й стрелковой дивизии этих же армии и фронта. С 25 февраля 1943 года она перешла в подчинение 34-й армии и участвовала в Демянской наступательной операции. Со 2 марта была выведена в резерв Ставки ВГК и, совершив марш, сосредоточена в районе Васильевщина — Бол. Дубовицы. На этом рубеже находилась до ноября 1943 года, входя в состав 34-й, затем 1-й ударной (с 28 апреля) армий Северо-Западного фронта. С 20 ноября дивизия была выведена в резерв Ставки ВГК, затем по ж. д. переброшена на станцию Великие Луки и к 4 декабря сосредоточена в районе Кулева, Шурыгино, Змеино (западнее Невеля). 18 декабря 1943 года подполковник Дудоров был тяжело ранен и до апреля 1944 года находился в госпитале. После возвращения из госпиталя 4 мая 1944 года был допущен к исполнению должности начальника отдела боевой подготовки штаба армии, входившей в это время в состав 2-го Прибалтийского фронта. 7 июля она перешла в подчинение 3-го Прибалтийского фронта.
10 августа 1944 года полковник Дудоров был допущен к командованию 377-й стрелковой дивизией, находившейся в резерве 1-й ударной армии. С 31 августа она вошла в 67-ю армию этого же фронта и успешно действовала в Тартуской, Прибалтийской и Рижской наступательных операциях. Её части участвовали в освобождении городов Валга, Кемери, Лимбажи, Юрмала, Слока.
В ходе Рижской операции 9 октября 1944 года Дудоров переводится на должность командира 82-й стрелковой дивизии. Преследуя противника, её части участвовали в овладении городами Сигулда и Рига. За образцовое выполнение заданий командования в боях при овладении городом Рига она была награждена орденом Суворова 2-й ст. (31.10.1944). С 20 декабря дивизия в составе 61-й армии находилась в резерве Ставки ВГК. В конце того же месяца она вместе с армией была передана 1-му Белорусскому фронту и участвовала затем в Висло-Одерской, Варшавско-Познанской, Восточно-Померанской наступательных операциях. С февраля по 15 апреля 1945 года полковник Дудоров находился в госпитале по болезни. После выздоровления убыл в распоряжение командира 129-го стрелкового корпуса и с 26 апреля вновь принял командование прежней 82-й стрелковой Ярцевской орденов Суворова и Кутузова дивизией. В составе 47-й армии 1-го Белорусского фронта участвовал с ней в Берлинской наступательной операции.
За время войны комдив Дудоров был три раза персонально упомянут в благодарственных приказах Верховного Главнокомандующего.

#### Послевоенное время
С 20 июля 1945 года генерал-майор Дудоров исполнял должность заместителя командира 9-го гвардейского стрелкового корпуса в ГСОВГ.
В октябре 1945 года назначен начальником Управления комендантской службы окружной военной комендатуры Дрезденского округа. С 8 апреля 1946 года занимал должность начальника штаба Управления Советской военной администрации в Германии Федеральной земли Саксония. В 1947 году заочно окончил Военную академию им. М. В. Фрунзе.
20 июня 1949 года назначен начальником Тбилисского пехотного училища.
С 5 июня 1951 года командовал 145-й горнострелковой дивизией 13-го стрелкового корпуса ЗакВО.
С января по август 1953 года находился на учёбе на ВАК при Высшей военной академии им. К. Е. Ворошилова, затем назначен командиром 45-й стрелковой дивизии 6-й армии Северного ВО.
С мая 1956 года был начальником Тамбовского, а с октября 1960 года — Воронежского суворовских военных училищ.
26 декабря 1963 года генерал-майор Дудоров уволен в запас.

## Награды
орден Ленина (03.11.1953)
- три ордена Красного Знамени (14.10.1944[6], 21.02.1945[7], 20.06.1949[5])
- орден Кутузова II степени (29.05.1945)[8]
- орден Суворова III степени (25.02.1944)[9]
- орден Трудового Красного Знамени
- орден Отечественной войны II степени (29.07.1944)[10]
- два ордена Красной Звезды (25.07.1943[11], 03.11.1944[5])

медали в том числе:
- - «За победу над Германией в Великой Отечественной войне 1941—1945 гг.»
  - «За взятие Берлина»
  - «За освобождение Варшавы»
  - «Ветеран Вооружённых Сил СССР»
- знак «50 лет пребывания в КПСС»

Приказы (благодарности) Верховного Главнокомандующего в которых отмечен Т. Д. Дудоров.
- За овладение городом и крупным железнодорожным узлом Валга — мощным опорным пунктом обороны немцев в южной части Эстонии. 19 сентября 1944 года. № 188.
- За овладение столицей Советской Латвии городом Рига — важной военно-морской базой и мощным узлом обороны немцев в Прибалтике. 13 октября 1944 года № 196.
- За вхождение в пределы немецкой Померании и овладение городами Шенланке, Лукатц-Крейц, Вольденберг и Дризен — важными узлами коммуникаций и мощными опорными пунктами обороны немцев. 29 января 1945 года. № 265.

Других государств
- Крест Храбрых (ПНР) (1945)
- орден «Крест Грюнвальда» III степени (ПНР)
- Медаль «За Варшаву 1939—1945» (ПНР) (1945)